# Rudy Moury
Rudy Moury, né le 1er mars 1966, est un joueur de football belge. Il évoluait au poste de défenseur latéral gauche.

## Biographie
Il commence à jouer football à l'âge de 9 ans chez les Francs-Borains et accède à l'équipe première à 17 ans avant de porter les couleurs du Sporting Charleroi pendant 8 saisons, entre 1989 et 1997. Il occupe le flanc gauche de l'axe défensif ou du milieu de terrain des Zèbres. Il fait partie de l'équipe finaliste de la coupe de Belgique 1993, battue 2-0 par le Standard de Liège. Il participe également aux trente-deuxièmes de finale de la Coupe UEFA 1994-1995, où les Carolos sont éliminés par le Rapid Bucarest, malgré une victoire 2-1 à domicile.
Transféré au Germinal Ekeren pour la saison 1997-1998, il participe avec le club anversois à la coupe d'Europe des vainqueurs de coupe 1997-1998, éliminant en seizièmes de finale l'Étoile rouge de Belgrade, avant d'être défait par les allemands du VfB Stuttgart.

## Palmarès
- Finaliste de la Coupe de Belgique en 1993 avec le Sporting Charleroi